# Peter Trump
Peter Trump, född den 3 december 1950 i Frankenthal, Tyskland, är en västtysk landhockeyspelare.
Han tog OS-guld i herrarnas landhockeyturnering i samband med de olympiska sommarspelen 1972 i München.